# Peter Ulrich-Pur
Peter Ulrich-Pur (* 12. Mai 1931; † 28. Juni 2007) war Fahrschulinhaber und von 1971 bis 1987 Präsident des Österreichischen Fechtverbandes.

## Leben
Peter Ulrich-Pur war Fahrschulinhaber und Ehrenmitglied im Internationalen Fechtverband FIE. Im April 2007 wurde ihm außerdem für seine langjährige Tätigkeit als Schriftführer die Ehrenmitgliedschaft im Panathlon International Club Wien verliehen; die Verleihung der Ehrenurkunde nahm der österreichische Bundeskanzler Alfred Gusenbauer vor.
Peter Ulrich-Pur starb nach langer, schwerer Krankheit im Alter von 76 Jahren und hinterließ eine Frau und drei Kinder. Er wurde am Friedhof der Feuerhalle Simmering bestattet.

## Auszeichnungen (Auszug)
- 1972: Goldenes Verdienstzeichen der Republik Österreich
- 1988: Silbernes Ehrenzeichen für Verdienste um die Republik Österreich